# Anna Pavlova (gymnastique)
Pour les articles homonymes, voir Pavlova et Anna Pavlova.
Anna Anatol'ievna Pavlova (en russe : Анна Анатольевна Павлова) est une gymnaste russe née le 6 septembre 1987 à Orekhovo-Zouïevo en Russie.  

## Biographie
Elle commence la gymnastique tôt, entraînée par sa mère. Depuis début 2014, elle a pris la nationalité de l’Azerbaïdjan, pays dans lequel elle s’entraîne et qu'elle représente lors des compétitions internationales. 
Elle a participé aux Jeux olympiques d'été de 2004 en Grèce, où elle arrive troisième par équipe et troisième au saut, ainsi que quatrième au concours général et à la poutre.
En 2005, lors des championnats d'Europe qui se déroule en Hongrie, elle termine deuxième au concours général ayant 3 dixièmes de moins que la Française Marine Debauve. Elle arrive aussi deuxième au saut et troisième à la poutre.
Aux championnats du monde à Aahrus au Danemark en 2006 elle ne réussit pas à monter sur le podium aux concours individuels, elle finit 19e au concours général et 4e à la poutre, son agrès favoris. L'équipe russe dont elle fait partie obtient la médaille de bronze.

## Palmarès

### Jeux Olympiques
- Athènes 2004
  -  médaille de bronze par équipes
  -  médaille de bronze au saut de cheval

- Pékin 2008
  - 4e au concours par équipes
  - 7e au concours général individuel
  - 8e au saut de cheval
  - 4e à la poutre
  - 8e au sol

### Championnats du monde
- Anaheim 2003
  - 6e au concours par équipes
  - 10e au concours général individuel
  - 5e au saut de cheval
  - 7e au sol

- Melbourne 2005
  - 7e au concours général individuel
  - 5e au saut de cheval
  - 6e à la poutre

- Aarhus 2006
  -  médaille de bronze par équipes
  - 19e au concours général individuel
  - 5e au saut de cheval
  - 4e à la poutre

### Championnats d'Europe
- Amsterdam 2004
  -  médaille d'argent au saut de cheval

- Debrecen 2005
  -  médaille d'argent au concours général individuel
  -  médaille d'argent au saut de cheval
  -  médaille de bronze à la poutre

- Clermont-Ferrand 2008
  -   médaille d'argent par équipes
- Sofia 2014
  -  Medaille d'argent au saut de cheval